# Frank Hof
Frank Hof (* 1961) ist ein deutscher Regisseur.

## Karriere
Bekannt wurde er vor allem als Regisseur der ZDF-Unterhaltungsshow Wetten, dass..?. Von 2002, als er die Regiearbeit von Alexander Arnz übernahm, bis zum Jahr 2011, in dem sich Moderator Thomas Gottschalk von Wetten, dass..? verabschiedete, führte Hof Regie bei Europas größter Fernsehshow.
Danach arbeitete er mit Gottschalk bei dessen Sendung Gottschalk Live zusammen. Hof war Regisseur von Gottschalks RTL-Sendung Back to School – Gottschalks großes Klassentreffen. Außerdem führte er bei Klein gegen Groß mit Kai Pflaume (Das Erste) und Das Spiel beginnt mit Johannes B. Kerner und Emma Schweiger (ZDF) Regie. 2015 übernahm Frank Hof die Regie bei der neuen ZDF-Unterhaltungssendung 1000 – Wer ist die Nummer 1?.
Hof lebt in Berlin (Stand: 2008).

## Regiearbeiten (Auszug)
- Wetten, dass..? (2002–2011, 2021–2023)
- Neues aus der Anstalt (2007–2013)
- Pelzig hält sich (2011–2015)
- Gottschalk Live (2012)
- Klein gegen Groß (2012–2014)
- Die Helene Fischer Show (2014)
- Die Anstalt (seit 2014)
- Back to School – Gottschalks großes Klassentreffen (2014–2015)
- Das Spiel beginnt (2015)
- 1000 – Wer ist die Nummer 1? (2015)
- ZDF-Fernsehgarten (2015)[2]
- Willkommen 2016 (2015)[3]
- Gottschalks große 80er-Show (2019)
- Thomas Gottschalk – Happy Birthday zum 70. Geburtstag (2020)